# Jüdischer Friedhof Alzey

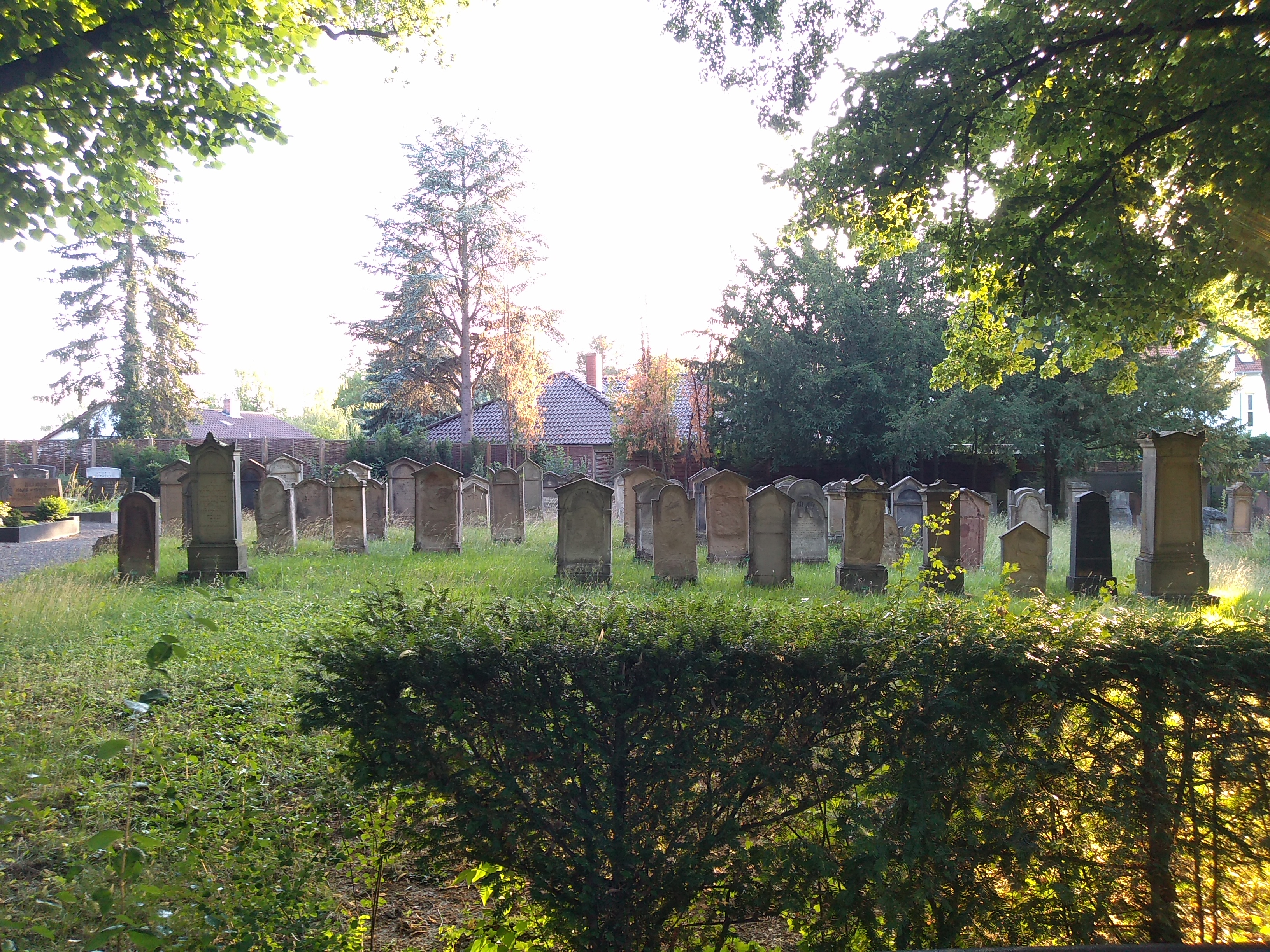
Denkmalzone „Alter Jüdischer Friedhof“ auf dem städtischen Friedhof der Stadt Alzey.

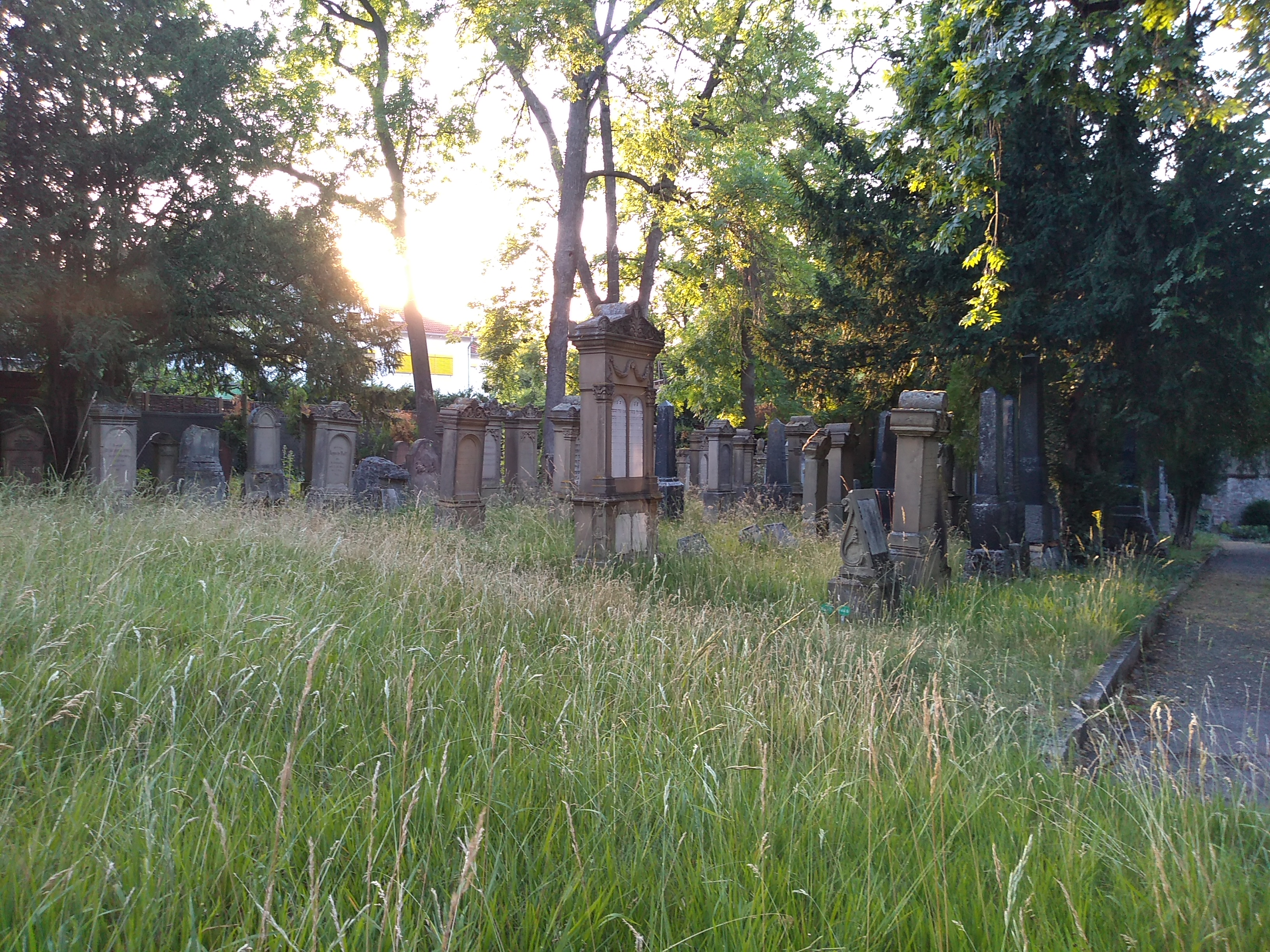
Denkmalzone „Neuer Jüdischer Friedhof“.

Der jüdische Friedhof Alzey ist ein Friedhof in der verbandsfreien Stadt Alzey im Landkreis Alzey-Worms in Rheinland-Pfalz. 
Der jüdische Friedhof liegt im städtischen Friedhof an der Berliner Straße.
Auf dem 3498 m² großen Friedhof, der im Jahr 1810 angelegt, von 1810 bis 1940 und dann wieder in den Jahren 1945 und 1955 belegt wurde, befinden sich 239 (nach anderen Angaben 178 + 161 = 339) Grabsteine. Der Friedhof wurde in den Jahren 1870 und 1905 erweitert. Auf dem älteren Teil des Begräbnisplatzes (1810–1870) finden sich einige Grabsteine des ehemaligen Friedhofs (siehe unten).

## Ehemaliger Friedhof

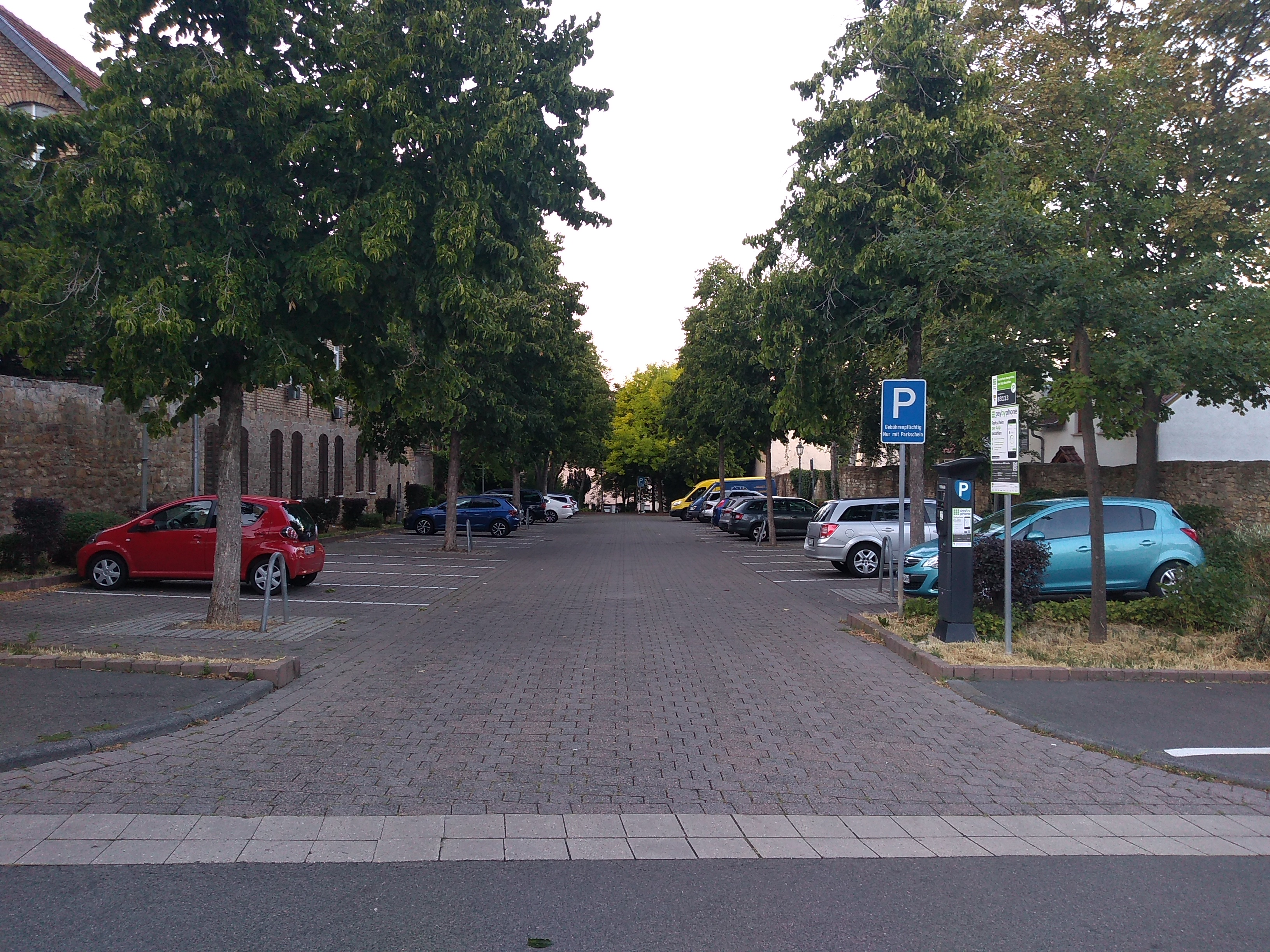
Parkplatz am Ort des ehemaligen jüdischen Friedhofs.

Auf dem ehemaligen Friedhof an der Antoniterstraße (früher „Am Judengraben“), der schon vor 1685 bis 1810 belegt wurde, befinden sich keine Grabsteine mehr. Dieser Friedhof wurde im Jahr 1938 zerstört. Heute ist das Gelände teilweise neu bebaut, teilweise befindet sich ein Parkplatz auf dem Grundstück.